# Dłużnica
Dłużnica – część wsi Bodzanów w Polsce położona w województwie opolskim, w powiecie nyskim, w gminie Głuchołazy.
W latach 1975–1998 Dłużnica administracyjnie należała do ówczesnego województwa opolskiego.
W miejscowości był przystanek kolejowy Dłużnica.